# Kylix (software)

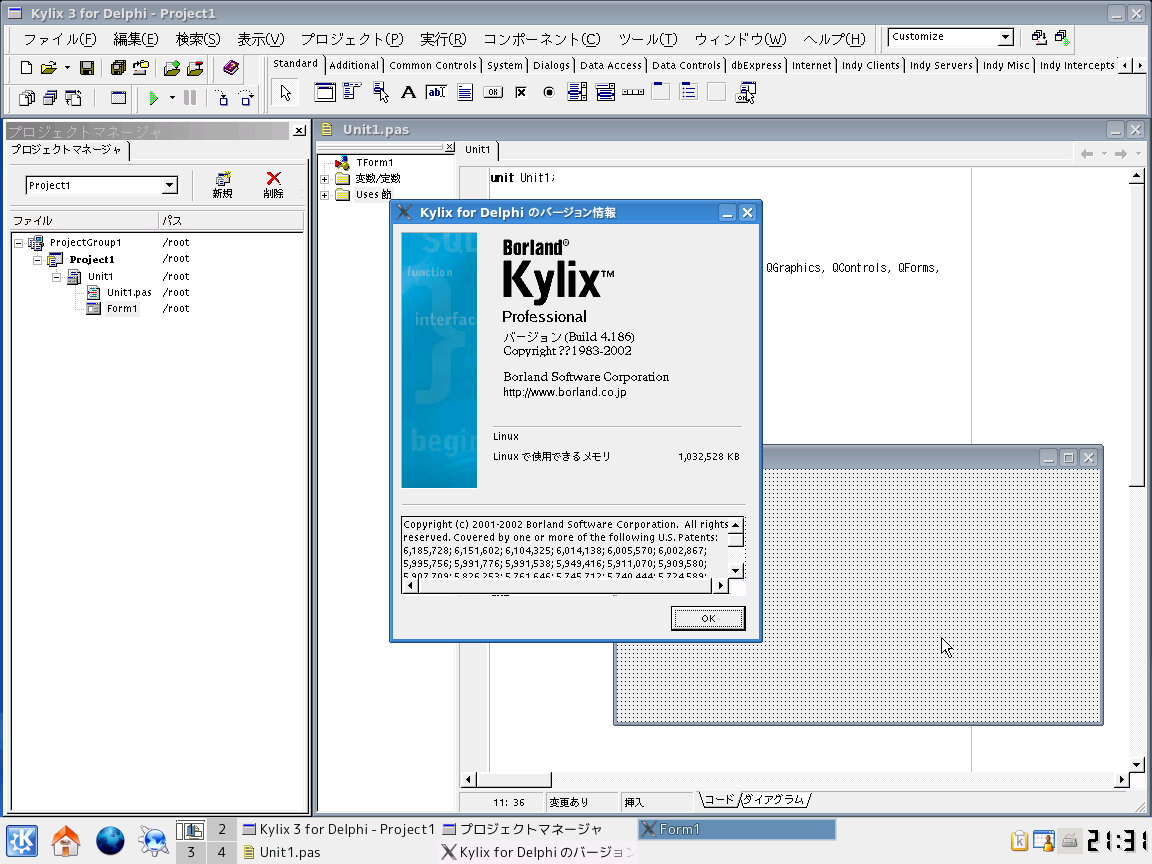
Imagem ilustrativa

Kylix (pronúncia "Cáilics") é um IDE para Object Pascal, e agora também para C++, criado pela Borland para o sistema operacional Linux (GNU/Linux), similar e compatível com o Delphi para o Microsoft Windows. Além das versões Enterprise e Professional, pagas, que existem no Delphi, há também a versão Open Edition, que é gratuita, tem menos componentes e só permite desenvolver programas com a licença GPL (GNU General Public License). Lembre-se de que apesar do Kylix Open Edition se destinar a desenvolver software livre, nenhuma versão do Kylix é livre e/ou tem seu código aberto.
O Kylix utiliza as bibliotecas CLX (pronuncia-se "Clicks") que substituem a VCL.
Atualmente, o Kylix deixou de receber suporte, tanto por parte da Borland, seu original desenvolvedor, quanto por parte da CodeGear, divisão da empresa responsável por outros IDEs: Delphi, C++ Builder, C# Builder, JBuilder, entre outros.